# 4080 Galinskij
4080 Galinskij је астероид главног астероидног појаса чија средња удаљеност од Сунца износи 2,193 астрономских јединица (АЈ).
Апсолутна магнитуда астероида је 13,3.